# Адо, Андрей Дмитриевич
Андрей Дмитриевич Адо (12 января 1909 [30 декабря 1908], Казань, Казанская губерния — 29 октября 1997, Москва, Московская область) — советский патофизиолог, иммунолог, биолог. Академик АМН СССР, профессор, доктор медицинских наук. В 1947 и 1951 годах избирался депутатом Верховного Совета РСФСР.
Основатель системы аллергологической помощи в СССР. Им же в 1976 году, совместно с В. И. Пыцким, были доказаны отличия в механизмах развития аллергии и псевдоаллергии.
А. Д. Адо был крупнейшим советским учёным в области патологической физиологии, иммунологии и аллергологии, создателем экспериментальной и клинической аллергологии в России и странах СНГ, создал и возглавлял крупнейшую отечественную школу патофизиологов и аллергологов с большим числом учеников, работающих в крупных научных центрах России и за рубежом.

## Биография
Родился 12 января 1909 (30 декабря 1908 года) в Казани. Окончил Казанский медицинский институт (работал там под руководством профессора Н. Н. Сиротинина), заведовал кафедрой патофизиологии Казанского университета (с 1938 года) и 2-го МОЛГМИ им. Н. И. Пирогова (с 1952 года), а затем — РГМУ(по 1986 год).
В 1931 году в Германии были опубликованы результаты первых экспериментальных исследований физико-химического анализа асептического воспаления.
В 1935 году А. Д. Адо была присуждена степень кандидата медицинских наук за комплекс работ по исследованию физико-химических показателей и обмена веществ в лейкоцитах на разных этапах воспалительного процесса, а три года спустя Адо получил степень доктора медицинских наук за работу «Материалы к учению о гиперергическом воспалении Артюса».
В 1951 году учёный был переведён в Москву на должность заведующего кафедрой патологической физиологии 2-го Московского медицинского института
В годы Великой Отечественной войны Адо разрабатывал в Казанском институте сывороток и вакцин принципы повышения действия иммунных сывороток против столбняка и газовой гангрены.
А. Д. Адо был руководителем философского кружка, объединявшего сотрудников Аллергологической лаборатории АМН СССР, кафедры патологической физиологии и кафедры внутренних болезней, расположенной на базе 2-й Градской больницы, 2-го Московского медицинского института.
Более 20 лет Адо являлся экспертом ВОЗ по проблеме «Аллергология и иммунология», главным редактором, членом редколлегий многих ведущих отечественных и иностранных журналов, почётным членом многих международных аллергологических обществ.
Скончался в 29 октября 1997 года в Москве. Похоронен на Троекуровском кладбище (участок 11).

### Семья
Становлению Андрея Дмитриевича как учёного способствовала его семья, в особенности родственники по материнской линии, продолжили его направления изучения и его дети:
- Дед по отцу — Адо Иван Андреевич, горный инженер, глава Пробирного управления в Казани, уроженец Костромы, (род. 1886).
- Дед по матери — Миславский Николай Александрович, учёный, физиолог, уроженец Тобольской губернии (ныне населённый пункт в составе Свердловской области).
- Дядя (брат матери) — Миславский Александр Николаевич, учёный, гистолог, физиолог.
- Отец — Адо Дмитрий Иванович, преподаватель Первой мужской гимназии в Казани.
- Мать — Миславская Инна Николаевна, обучалась 2 года на Высших женских курсах.
- Брат — Игорь, (род. 1910), доктор физико-математических наук, профессор, автор теоремы Адо[англ.].
- Двоюродный брат (сын брата отца) — Адо Анатолий Васильевич, учёный, историк.
- Дети:
  - Дочь — Марианна, (род. 1935), доктор медицинских наук, профессор;
  - Сын — Вячеслав, (род. 1939), доктор медицинских наук, аллерголог, патофизиолог, профессор. Как и отец, автор некоторых статей по аллергологии в Большой медицинской энциклопедии 3-го издания.

## Научные достижения
Своими трудами он внес существенный вклад в разработку проблем воспаления, реактивности, аллергии и патогенеза инфекционных болезней. Общебиологический подход к решению этих проблем, идеи эволюции и диалектическую методологию, сочетаемую с тщательно проведенными экспериментальными исследованиями, он использовал в борьбе со спекулятивными, односторонними позициями многочисленных претендентов на создание так называемой единой теории медицины.
Им установлены патофизиологические механизмы действия на нервную систему аллергенов, микробных и вирусных антигенов, открыт новый класс антигенов, образующихся в нервной ткани при инфицировании нейровирусами, создана полиергическая медиаторная теория аллергии, впервые установлено значение неспецифической тканевой гипереактивности в аллергическом процессе, показана гетерогенность аллергических антител, установлены формы участия нервной системы и эндокринной регуляции в инфекционном и аллергическом процессе.
Комплексный подход к изучению медицины был осуществлен Научно-исследовательской аллергологической лаборатории АМН СССР, организованной 18 сентября 1961 года по инициативе и под руководством А. Д. Адо.
Много разных направлений развивалось академиком Адо и его учениками при исследовании проблемы бронхиальной астмы. Совместно с П.Булатовым впервые создана классификация бронхиальной астмы, которую внедрили в практику здравоохранения. Андреем Дмитриевичем выделен специальный холинергический вариант патогенеза бронхиальной астмы и экспериментально установлена патогенетическая роль вагальных холинергических рефлексов с ирритантных и холиновых рецепторов в расстройстве бронхиальной проходимости. Были разработаны ингаляционные провокационные пробы, используемые для этиологической диагностики бронхиальной астмы. Проведена систематизация «астмогенных» аллергенов, детально исследовалась микробная флора бронхов, её сенсибилизирующие свойства.

## Звания и награды
Лауреат Государственной премии СССР (1984)/
Заслуженный деятель науки РСФСР (1964).
Награждён правительственными наградами: орденом Ленина, орденом Трудового Красного Знамени, орденом Знак Почёта, медалями научных обществ.

## Публикации
А. Д. Адо написал более 800 научных работ, 12 монографий, научных руководств, учебников, многие из которых переведены за рубежом на немецкий, чешский, румынский, вьетнамский, французский, английский языки. За свою долгую творческую жизнь А. Д. Адо возглавлял редколлегии научных журналов, был членом редколлегий многих отечественных и зарубежных научных изданий. Он был почетным членом Международного общества «Интерастма», аллергологического общества Франции, Чехословацкого научного общества им. Я. Пуркинье и др. Под руководством А. Д. Адо выполнено более 150 докторских и кандидатских диссертаций. Как ученый Андрей Дмитриевич получил широкое международное признание, избран почетным членом многих иностранных научных обществ.
Основные труды Адо посвящены патофизиологии аллергии, воспаления, иммунитета, участию нервной системы в аллергическом процессе. Он изучил действие микробных агентов, токсинов и вирусов на нервную систему. В 1944 году Адо выдвинул полиэргическую теорию механизма аллергической реакции. В лаборатории Адо впервые в СССР были проведены исследования по аутоаллергии.
А. Д. Адо — автор нескольких учебников по патофизиологии (1953, 1973, 1980, 1994), руководств по практической аллергологии. Некоторые фундаментальные труды:
- «Общая аллергология» (1970, 1978)
- «Частная аллергология» (1976)
- «Антигены как чрезвычайные раздражители нервной системы» (1952)[9]
- «Вопросы общей нозологии» (1985)